# 辛巴爾區

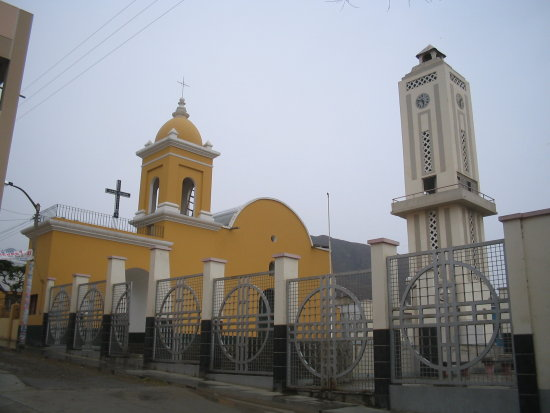

辛巴爾區（西班牙語：Distrito de Simbal），是秘魯的一個區，位於該國西北部拉利伯塔德大區的特魯希略省，始建於1824年6月24日，面積390.55平方公里，海拔高度576米，2005年人口4,164，人口密度每平方公里11人。